# El forçut
El forçut (títol original en anglès: The Strong Man) és una pel·lícula muda dirigida per Frank Capra, en el seu debut com a director de llargmetratges, i protagonitzada per Harry Langdon i Priscilla Bonner. La pel·lícula, una de les més conegudes de Langdon, va ser la primera de les dues col·laboracions entre Capra i Langdon, la segona va ser “Long Pants” (1927). Algunes fonts han apuntat que Capra també hauria participat en la direcció de Tramp, Tramp, Tramp (1926). Es va estrenar el 19 de setembre de 1926 i el 2007 va ser seleccionada per a la seva preservació degut al seu significatiu interès cultural, històric o estètic per part del National Film Registry de la Biblioteca del Congrés dels Estats Units.

## Argument
Durant la Primera Guerra Mundial el soldat belga Paul Bergot, un desastre amb la metralladora, fa fugir un soldat alemany gràcies al seu tirador. Poc després li arriba la darrera carta de la seva amiga de correspondència a la que no coneix, però de la que s'ha enamorat, Mary Brown. Distret per la lectura, Paul és capturat pel mateix soldat alemany. Quan arriba l’armistici, el soldat alemany emigra als Estats Units reconvertit en el forçut “Zandow el gran”, una atracció de vodevil i s'endú Paul amb ell.
A Nova York, Paul provoca malfiances quan busca Mary comparant una fotografia que té amb les dones que veu passar pel carrer. "Gold Tooth", una lladregota, es fixa en ell i l’utilitza per amagar un feix de bitllets en ser seguida per un detectiu. Quan Gold Tooth intenta recuperar els diners, descobreix que s'han colat pel folre de la jaqueta on no pot arribar. Aleshores decideix fer-se passar per la Mary i ell la porta al seu edifici d'apartaments. Pel camí descobreix el comportament mundà de la noia per lo que un cop allà Paul intenta fer-se escàpol i per evitar-ho ella fa veure que es desmaia. Paul la puja en braços per l'escala i un cop a l’apartament "Gold Tooth" intenta treure-li la jaqueta per aconseguir els diners, cosa que ell interpreta com que sent una passió ferotge per ell. Al final aconsegueix els diners i ell marxa per reunir-se amb Zandow, que s'ha compromès a actuar al Palace Music Hall de Cloverdale. Allà el pare de Mary, Parson Brown, lidera la lluita contra Roy McDevitt, propietari del Palace Music Hall. Paul s'assabenta que Mary és a Cloverdale i es presenta davant d'ella per descobrir que és cega. Tot i el xoc la parella aviat s'agafa de la mà i comparteix acudits.
Mentrestant, Zandow s'ha emborratxat i no pot actuar, de manera que, per evitar que el públic es revolti, McDevitt posa a Paul el vestit de Zandow i l'envia a l'escenari. Paul entreté a la multitud durant un temps, però quan un dels membres del públic fa una referència grollera a Mary, Paul comença una baralla que aviat queda fora de control. Paul es refugia al trapezi des d’on normalment Zandow és llençat com a l’home torpede i deixa anar un teló de l'escenari sobre la multitud. Quan aquests s'alliberen els dispara amb el canó i després de molts trets, un dels quals propulsa McDevitt a les escombraries, el Palace queda destruït. Poc després Paul, convertit en oficial de policia, camina de bracet de Mary.

## Repartiment
- Harry Langdon (Paul Bergot)
- Priscilla Bonner (Mary Brown)
- Gertrude Astor ("Gold Tooth")
- William V. Mong (Parson Brown)
- Robert McKim (Ray McDevitt)
- Arthur Thalasso (Zandow el Gran)